# Kpoulou
Kpoulou ist ein Arrondissement im Departement Plateau im westafrikanischen Staat Benin. Es ist eine Verwaltungseinheit, die der Gerichtsbarkeit der Kommune Adja-Ouèrè untersteht.

## Demografie und Verwaltung
Gemäß der Volkszählung 2013 des beninischen Statistikamtes INSAE hatte das Arrondissement 13.922 Einwohner, davon waren 6986 männlich und 6936 weiblich.
Von den 76 Dörfern und Quartieren der Kommune Adja-Ouèrè entfallen neun auf Kpoulou:
1. Houédamè
2. Igbo-Aïdin
3. Igbo-Akporo
4. Igbo-Iroko
5. Kpoulou
6. Kpoulou-Idi-Ekpè
7. Kpoulou-Itchougan
8. Towi
9. Trobossi